# Louis Barthou
Louis Barthou (Oloron-Sainte-Marie, 1862. augusztus 25. – Marseille, 1934. október 9.) francia történész, irodalomtörténész, bíró és politikus. A Harmadik Francia Köztársaság 46. miniszterelnöke volt. Az első világháború során ő látta el a külügyminiszteri tisztséget. 1934. október 9-én külügyminiszterként, az I. Sándor jugoszláv király elleni merénylet során életét vesztette.

## Élete
Louis Barthou 1862. augusztus 25-én született Oloron-Sainte-Marie-ban és szerény családi körülmények között nevelkedett. Jogi tanulmányokat folytatott Bordeaux-ban, majd 1886-ban, Párizsban jogi doktorátust szerzett. Figyelme hamarosan a politika felé fordult és a L’Indépendant főszerkesztője lett. 1889-ben mérsékelt republikánusként képviselőházi taggá választották. Ezt követően különböző minisztériumokban töltött be pozíciókat. 1894-ben közmunkaügyi miniszterré választották, amely az első miniszteri tisztsége volt. 1896-ban belügyminiszter, 1906-tól 1909-ig pedig ismét közmunkaügyi miniszter volt.
1913 márciusától decemberéig ő látta el a miniszterelnöki teendőket. 1913. július 19-én jóvá hagyatta a hároméves kötelező sorkatonai szolgálatról szóló törvényt. 1914-ben a baloldal választási győzelme, a hadüzenet és fia halála (a fronton) miatt átmenetileg visszavonult a politikától. 1918. május 2-án Henry Roujon helyére a Francia Akadémia tagjává választották. Visszatérése után részt vett Paul Painlevé, Aristide Briand és Raymond Poincaré kormányaiban is, ahol különböző miniszteri tisztségeket látott el (külügy és hadügy). 1922-ben ő képviselte Franciaországot a genovai konferencián. A francia szenátus tagjaként a jóvátételi bizottság elnöke lett. 1926 júliusában Raymond Poincaré kormányának igazságügy-minisztere lett. Röviddel halála előtt őt nevezték ki a külügyminiszteri poszt ellátására. 1934. október 9-én az I. Sándor jugoszláv király életét kioltó merénylet során ő is életét vesztette. Halála nagy veszteséget jelentett, mivel utolsó éveiben egy németellenes szövetség kiépítésén dolgozott. Ezen erőfeszítéseit halála után nem folytatták.

## Halálának hatásai a magyar külpolitikára
1934 nyarán magyar kormány Horthy Miklós kormányzó egyetértésével megkezdte a közeledést Jugoszláviához. Az ígéretesnek ígérkező tárgyalásoknak azonban véget vetett a marseille-i merénylet, melynek során I. Sándor jugoszláv király és Louis Barthou francia külügyminiszter is életét vesztette. A merényletet a Horvátország függetlenségéért küzdő usztasa mozgalom követte el. Franciaország és Jugoszlávia a jankapusztai táborban működő usztasa kiképzőtáborra hivatkozva Magyarország megbüntetését követelte. Az ügy mögött legalább ennyire olasz érdekek álltak, de a francia–olasz közeledésre való tekintettel a franciák inkább a magyarokat állították vádjaik középpontjába. A magyar diplomácia szívós munkával kilábalt az ügy következtében beállt súlyos külpolitikai válságból, míg a Jankapusztán bújkálókat egy titkos akcióban Olaszországba menekítették, de a Jugoszláviához való közeledés megszakadt, és Magyarország külpolitikai mozgásköre beszűkült.

## Kapcsolódó szócikk
- Franciaország miniszterelnökeinek listája

| Elődje: Aristide Briand | Franciaország kormányfője 1913. március 22. – 1913. december 9. | Utódja: Gaston Doumergue |